# Merpati Nusantara Airlines-vlucht 8968
Merpati Nusantara Airlines-vlucht 8968 was een binnenlandse passagiersvlucht van de Indonesische luchtvaartmaatschappij Merpati Nusantara Airlines vertrokken op 7 mei 2011 om 12:40 u uit de West-Papoease stadsgemeente Sorong en met geplande aankomst in Kaimana (eveneens in West-Papoea) om 14:10 u. Ze eindigde in een crash vlak voor de landing. Alle 21 passagiers en 6 bemanningsleden kwamen hierbij om het leven.
Het vliegtuig, een Xian MA60, had voorafgaand aan de crash zo'n 15 minuten rondgecirkeld in slechte weersomstandigheden. 500 meter voor de landingsbaan van luchthaven Utarom stortte het toestel in zee en brak in stukken.